# Mestre (goletta)
La Mestre è stata una goletta ad elica della Regia Marina. 

## Caratteristiche
Progettata dal direttore generale delle Costruzioni navali Benedetto Brin, la nave era capoclasse di una classe di due golette, con scafo in legno e carena ricoperta di rame. L'armamento delle due unità, dati i compiti ausiliari cui erano destinate, era molto scarso, componendosi di due cannoni in bronzo a canna rigata da 75 mm N.1.
Oltre all'armamento velico a goletta (alberi di trinchetto e maestra a vele auriche), le due unità disponevano di un apparato motore ausiliario, consistente in una macchina alternativa a vapore alimentata da una caldaia (con scorta di 38 tonnellate di carbone): quello della Mestre (leggermente meno potente di quello della gemella Murano) imprimeva la potenza di 211 HP (155 kW) ad un'elica singola, permettendo di sviluppare una velocità massima di 8-9 nodi, non molto elevata ma adatta ai ruoli secondari cui queste unità erano destinate. Tali apparati motori non erano di nuova costruzione, ma erano invece stati prodotti nel 1860 dall'officina triestina Strudthoff per le pirocannoniere austroungariche Wildfang e Scharfschütze in servizio sul lago di Garda: le due unità, passate alla Regia Marina dopo la terza guerra d’indipendenza e ribattezzate rispettivamente Mestre e Borgoforte, erano state radiate nell'agosto 1868 (Mestre) e nel maggio 1869 (Borgoforte) in quanto ritenute superflue, dato che il Lago di Garda era ormai quasi interamente italiano, ma i loro apparati motori, ancora in buone condizioni, erano stati inviati a Venezia per essere installati sulle due golette (quello della Mestre sulla nave omonima e quello della Borgoforte sulla Murano).
Benché le esigenze che avevano portato alla costruzione di una serie di golette ad elica (classi Ischia e Mestre), ovvero la lotta al brigantaggio, alla guerriglia filoborbonica, al contrabbando ed alla fuga in Africa dei renitenti alla leva – fenomeni per contrastare i quali erano ritenute utili delle piccole ed economiche unità di utilizzo prevalentemente costiero – fossero ormai cessate, le due unità ebbero comunque intenso impiego in vari ruoli: per la Mestre tali compiti si esplicitarono soprattutto in ruoli di presenza navale all'estero. Tra le due golette vi erano alcune leggere differenze: a maggiori dislocamento e pescaggio della Mestre, corrispondeva una maggiore potenza dell'apparato motore della Murano.

## Storia
Costruita tra il gennaio ed il dicembre 1874 nell'Arsenale di Venezia, la Mestre, subito dopo il completamento (dicembre 1874) venne inviata a Costantinopoli come stazionaria, restandovi in tale ruolo sino al gennaio 1875. 
Rientrata in Italia, la goletta venne dislocata a La Spezia, svolgendo più volte missioni di soccorso a navi incagliate od in difficoltà a causa di tempeste.
Nel luglio 1875 la Mestre fece ritorno a Costantinopoli, risalendo poi il basso corso del Danubio. A causa della situazione sempre più precaria in corso nella capitale ottomana, si decise di sostituire la Mestre con una nave più importante; la goletta venne quindi assegnata alla Squadra Permanente, che si trovava in quel momento nelle acque del Levante. Calmatasi la situazione a Costantinopoli, la nave vi fece ritorno, stazionandovi dal gennaio 1877 al settembre 1878.
Tornata in patria, la Mestre fu temporaneamente posta alle dipendenze del III Dipartimento Marittimo e quindi, sul finire del 1880, nuovamente dislocata a Costantinopoli, permanendovi sino al 7 maggio 1884.
Rientrata a Napoli, la goletta riprese il mare il 4 agosto 1885, venendo quindi inviata in Eritrea, in via di colonizzazione da parte dell’Italia, quale stazionaria a Massaua. Durante la stazione nel porto eritreo la Mestre venne impiegata in compiti di sorveglianza e contrasto alla tratta degli schiavi, venendo quindi trasferita ad Assab e successivamente ancora a Massaua, per difendere tale piazzaforte dai reparti abissini e di nuovo per la lotta al traffico di schiavi. 
La sera del 3 marzo 1886 la Mestre, al comando del tenente di vascello Nicastro, venne inviata ad incrociare tra Massaua e le Isole Dahlak con l'ordine di fermare i sambuchi che avesse incontrato, essendo stata ricevuta notizia della presenza sulla costa di un negriero con una cinquantina di schiavi. Nel mattino del 4 marzo la goletta s'imbatté in due sambuchi: il primo, avendo i documenti in regola, fu lasciato proseguire, mentre il secondo, vista la nave italiana, si allontanò verso sud alla massima velocità possibile spiegando tutte le vele, ma venne raggiunto dopo un inseguimento durato due ore e mezza (secondo altra fonte meno di un'ora), grazie anche alla scarsità di vento. Dopo aver abbordato il sambuco, il cui equipaggio si era arreso senza opporre resistenza, due uomini della Mestre trovarono, nella stiva chiusa da un boccaporto sigillato, 49 schiavi neri, tra cui 34 donne (perlopiù giovani) e dieci bambini (per altra fonte 34 donne, 14 ragazzi e due bambini), che vennero trasbordati sulla goletta, rifocillati e sbarcati a Massaua, dove fu anche rimorchiato il sambuco e sbarcato il suo equipaggio, tratto in arresto. Tra marzo ed aprile 1886 la Mestre venne inviata ad incrociare nell'arcipelago delle Dahlak, in quanto, a seguito dell'arrivo di una corvetta francese, si temeva che la Francia intendesse rivendicare il possesso di qualcuna di tali isole.
Nel 1888 la goletta era agli ordini del comandante Papa. Ripartita per rimpatriare il 3 luglio 1889, la nave giunse a Napoli il 3 settembre.
Nel luglio 1892 la Mestre venne impiegata come nave scuola Mozzi Apprendisti Operai al posto della goletta Ischia, mentre nel giugno 1894 fu nuovamente mandata a Costantinopoli, dove stazionò sino al 28 febbraio 1896. Nuovamente inviata nelle acque del Bosforo, la nave vi rimase sino agli ultimi giorni del maggio 1900.
Ormai obsoleta, l'anziana goletta fu dislocata a Taranto come unità d'uso locale e nave servizio fari per i successivi anni. Radiata il 18 gennaio 1912, la Mestre venne avviata alla demolizione.